# 薩拉伊市鎮

所在位置

薩拉伊市鎮是北馬其頓的一個市镇，總面積229.06平方公里，2002年人口35,408。
該市镇的西北面是耶古诺夫采市镇，西南面是熱利諾市鎮，南接索皮什泰市镇，東毗卡爾波什市鎮和乔尔切彼得罗夫市镇，北鄰科索沃。

## 外部連結
- 官方网站